# Manoel Viana
Manoel Viana é um município brasileiro do estado do Rio Grande do Sul, conhecida como a "pérola do Ibicuí".

## História

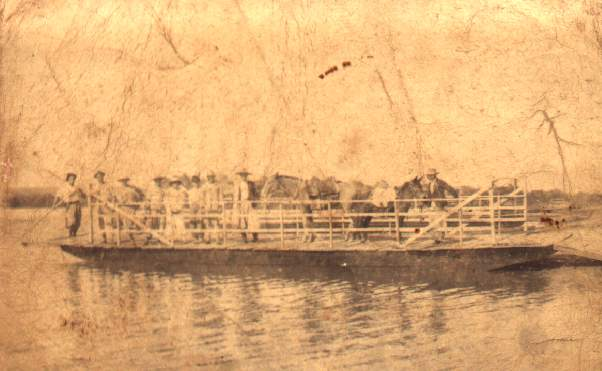
Balseiros em 1930

A localidade teve inicialmente o nome de Passo Novo do Ibicuí, localizado no 3º Distrito de São Francisco de Assis. A localidade foi escolhida por ser o local mais apropriado para a passagem de cavaleiros e carreteiros que realizavam o intercâmbio comercial entre as regiões da Fronteira Oeste e das Missões.
Inicialmente a travessia se realizava com um serviços de barcas que foi disponibilizado aos passantes. O povoado conservou o nome até a promulgação do decreto-lei nº 7589 de 29 de novembro de 1939, quando foi elevado a categoria de vila, passando a se chamar Vila de Manoel Viana, nome este em homenagem ao coronel Manoel Viana, em agradecimento aos serviços prestados (1908 a 1916).

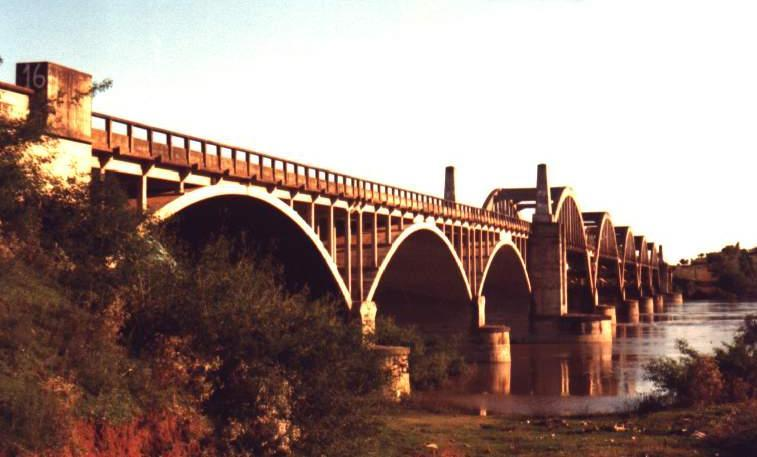
Ponte General Osório

Em meados de 1945 teve início a construção da ponte General Osório, que foi inaugurada em 1950 durante o governo de Walter Jobim.
Em 20 de março de 1992, o município conseguiu sua emancipação através do decreto-lei nº 9.542, no então governo de Alceu de Deus Collares, denominando-se a cidade como Manoel Viana.

## Geografia
Localiza-se a uma latitude 29º35'21" sul e a uma longitude 55º28'58" oeste, estando a uma altitude de 113 metros. Sua população estimada em 2005 era de 7.796 habitantes. É o único município em que a sede fica às margens do rio Ibicuí.
Possui uma área de 1.390,7km², que foi desmembrada dos municípios de São Francisco de Assis (1.277,70 quilômetros quadrados aproximadamente) e Alegrete (63,2 quilômetros quadrados).
A região tem o clima Subtropical como predominante, porém é contrastada por temperaturas muito baixa no inverno, chegando a índices negativos, e altas temperaturas no verão. Faz parte do Aquífero Guarani, tendo o rio Ibicuí como um dos principais afluentes do rio Uruguai.

### Limites territoriais
- Norte - Itaqui e Maçambará
- Sul - Alegrete
- Leste - São Francisco de Assis
- Oeste - Alegrete

## Organização político-administrativa
O Município de Manoel Viana possui uma estrutura politico-administrativa composta pelo Poder Executivo, chefiado por um prefeito eleito por sufrágio universal, auxiliado diretamente por secretários municipais nomeados por ele, e pelo Poder Legislativo, institucionalizado pela Câmara Municipal de Manoel Viana, órgão colegiado de representação dos munícipes que é composto por vereadores também eleitos por sufrágio universal.

### Atuais autoridades municipais de Manoel Viana
- Prefeito: Antônio Flávio Fernandes Busnelo "Careca" - PDT (2025-2028)[7]
- Vice-prefeito: Eloir Eloi Schroer - PDT (2025-2028)[8]

## Turismo
Tendo o Rio Ibicuí como uma das maravilhas naturais que margeiam a cidade, a mesma oferece belas áreas de lazer, com camping, excelentes pescarias e uma ótima praia de areias brancas. Conta também com uma excelente rede hoteleira, bem como hotéis-fazenda que buscam resgatar as origens do povoado sem perder sua visão de futuro.
O termo ibicuí, que tem origem no tupi, significa rio das areias brancas. O rio Ibicuí é considerado como um dos três rios não poluídos do Rio Grande do Sul.

## Eventos
- Garota Verão - Eliminatória do maior evento de beleza do Rio Grande do Sul, contempla os municípios da Fronteira Oeste do estado, para a grande final em Capão da Canoa. Geralmente acontece no Camping Rainha do Sol, com muitos torcedores e caravanas das cidades participantes.
- Mercomix - Feira de Integração do Mercosul, considerado um dos maiores eventos da região, com palestras, shows, seminários, artesanatos, negócios e gastronomia local. Iniciado em 2002, como iniciativa de divulgar a potencialidade do município, foi sendo ampliado, recebendo participação de municípios da região, incluindo participantes do Uruguai e Argentina.
- Ibicuí da Canção - Festival de música nativista, valorizando a música nativa em todas as suas linhas, ritmos, estilos, origens e influências, reafirmando através da música a importância da preservação das nossas tradições riograndense e preservação de nossa identidade.

## Filhos Ilustres
- Francisco Carlos Salles (Chiquinho) - Poeta e compositor[9]